# Harry Earles
Harry Earles, de son vrai nom Kurt Fritz Schneider (3 avril 1902 – 4 mai 1985), est un artiste de cirque et un acteur de cinéma américain. Il est surtout connu pour son rôle de Hans dans La Monstrueuse Parade (1932) de Tod Browning. La vie de Harry Earles est étroitement liée à celle de trois de ses sœurs, et en partie à leur taille peu commune.

## Biographie

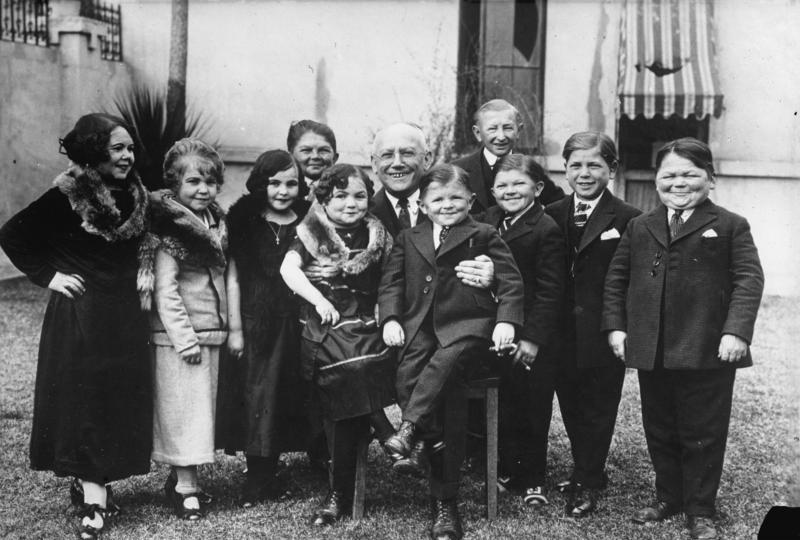
Harry Earles (cinquième à droite) avec la Dolls Family et Carl Laemmle - 1929

Kurt Schneider est né à Stolpen en Allemagne, le 3 avril 1902. Ses parents étaient Emma et Gustav Schneider, et sa famille compte 7 enfants. Comme sa sœur Frieda, née quelques années avant lui, le 12 mars 1899, il apparut qu'il était atteint de nanisme. Par la suite, ses parents donnèrent naissance à deux autres enfants avec cette même particularité : deux filles, Hilda, née le 29 avril 1907, et Elly, née le 23 juillet 1914.
Kurt et Frieda furent les deux premiers parmi eux à se produire dans des spectacles de foire, dans un numéro inspiré du conte Hansel et Gretel. Ils furent repérés par un Américain du nom de Bert W. Earles, qui décida de leur faire franchir l'Atlantique pour faire des tournées de spectacles à travers les États-Unis. La tournée s'appelait le 101 Ranch Wild West Show. Kurt et sa sœur Frieda vivaient alors à Pasadena, en Californie, avec la famille Earles. À la suite du succès que rencontraient Kurt et Frieda, à la scène Harry et Grace, Earles fit également venir aux États-Unis leurs sœurs cadettes : Hilda en 1922, et Elly en 1926. Ces deux dernières emboitèrent le pas à leurs aînés et prirent respectivement comme noms de scène Daisy et Tiny. Les quatre empruntèrent comme nom de famille celui de leur mentor : Earles.
Ils étaient connus sous le nom de Dolls Family, la famille de poupées. Ils firent des tournées avec les Ringling Brothers et le Barnum and Bailey Circus ; pendant les représentations, ils chantaient, dansaient et faisaient des tours de piste à dos de cheval. Ils travaillèrent pour le spectacle Ringling trente saisons durant, sauf en 1952 où d'autres lilliputiens allaient les remplacer. Daisy fut surnommée la Mae West en modèle réduit. Tous les quatre conservèrent leur patronyme Earles même après la mort de Bert W. Earles, survenue dans les années 1930.
Harry fut le premier à commencer une carrière au cinéma, sous la direction de Tod Browning et avec Lon Chaney comme partenaire. Le film s'appelait Le Club des trois (The Unholy Three, 1925), un film si marquant qu'il allait faire l'objet d'un remake sonore en 1930, dirigé cette fois par Jack Conway. Le reste de la famille suivit la voie tracée par Harry ; on les voit notamment dans certains films de Laurel et Hardy.
Vers 1930, ils décidèrent de se faire plus rares au cinéma et de se consacrer davantage au cirque, pour lequel ils donnèrent des spectacles jusqu'au milieu des années 1950. Pendant cette période, ils allaient cependant faire quelques apparitions notables, notamment dans La Monstrueuse Parade et aussi, déguisés en Munchkins, dans Le Magicien d'Oz de Victor Fleming.
C'est en 1932 précisément, que Harry et sa sœur Daisy se retrouvent dans La Monstrueuse Parade où ils jouent un couple de jeunes fiancés artistes de cirque, Hans et Frida, qui ont tout pour être heureux, voire trop, car Hans est riche, et cela suscite la convoitise de la grande, et belle, mais aussi perfide Cleopatra. Sans Harry Earles, il est fort probable que Freaks n'aurait jamais vu le jour, car c'est lui qui fit connaître à Browning Spurs, le livre de Tod Robbins, dont le film est une adaptation.
Daisy allait encore faire une apparition une dizaine d'années plus tard dans le film de Cecil B. DeMille, Sous le plus grand chapiteau du monde (1952). En 1942, elle épousa un homme de taille normale, Louis E. Runyan, mais leur mariage ne tint pas plus qu'une année. En fait, les quatre vécurent presque toute leur vie ensemble.
En 1958, les quatre décidèrent de quitter le monde du spectacle. Avec l'argent gagné au cirque, ils firent l'acquisition d'une maison à Sarasota, en Floride, où ils vécurent ensemble. Cette maison avait des meubles conçus à l'échelle de ses occupants. C'est dans cette maison qu'ils moururent chacun à leur tour.
Grace mourut en 1970, Daisy en 1980 et Harry en 1985 à l'âge de 83 ans. Et c'est seulement en 2004 que Tiny disparut, âgée de 90 ans.

## Filmographie
- 1925 : Le Club des trois (The Unholy Three) (de Tod Browning, avec Lon Chaney) : Tweedledee, le nain i.e. Little Willie
- 1926 : That's My Baby : le bébé
- 1926 : Baby Clothes
- 1927 : Baby Brother (en) de Robert A. McGowan  et Charles Oelze : Gus
- 1927 : À bord du Miramar (Sailors Beware)  (film avec Laurel et Hardy) : Roger/ le bébé
- 1928 : La Minute de vérité (Their Purple Moment) (film avec Laurel et Hardy, Harry non crédité)
- 1928 : Three-Ring Marriage : Cubby Snodd
- 1930 : Le Club des trois (The Unholy Three) (film avec Lon Chaney : Tweedledee i.e. Willie "Midget"/ "Midge"
- 1930 : Good News (non crédité)
- 1931 : Drôles de bottes (Be Big !) (film avec Laurel et Hardy)
- 1932 : La Monstrueuse Parade (Freaks'') : Hans
- 1938 : Têtes de pioche (Block-Heads) (film avec Laurel et Hardy, Harry non crédité) : nain dans l'ascenseur
- 1939 : Le Magicien d'Oz (The Wizard of Oz) de Victor Fleming : un Munchkin